# Cocconotus maculifrons
Cocconotus maculifrons är en insektsart som beskrevs av Carl Stål 1873. Cocconotus maculifrons ingår i släktet Cocconotus och familjen vårtbitare. Inga underarter finns listade i Catalogue of Life.